# Karolina Szabó
Karolina Szabó (Dunaföldvár, 17 novembre 1961) è un'ex maratoneta ungherese.

## Palmarès
| Anno | Manifestazione | Sede       | Evento   | Risultato | Misura   | Note |
| ---- | -------------- | ---------- | -------- | --------- | -------- | ---- |
| 1988 | Olimpiadi      | Seul       | Maratona | 13ª       | 2h32'26" |      |
| 1992 | Olimpiadi      | Barcellona | Maratona | 11ª       | 2h40'10" |      |